# Bethelium tillides
Bethelium tillides là một loài bọ cánh cứng trong họ Cerambycidae.